# Gerro amb flors
Gerro amb flors és un quadre de Francesc Lacoma i Fontanet pintat el 1805 a París i que actualment forma part de la col·lecció permanent del Museu Nacional d'Art de Catalunya.

## Descripció
Després d'un període d'aprenentatge a l'escola de Llotja, Francesc Lacoma va obtenir una pensió per completar la seva formació a París al costat de Gerard van Spaendonck. En aquesta ciutat, que ja no abandonaria fins a la seva mort, va esdevenir un reconegut especialista del gènere de la natura morta. A banda, Lacoma va tenir un paper molt destacat en la recuperació d'una bona part dels béns artístics, fonamentalment pintures, que havien estat espoliats per les tropes napoleòniques durant la Guerra d'Independència espanyola. Gràcies a aquesta intervenció, el 1819 va aconseguir el títol de pintor de cambra del rei Ferran VII.
Tot i que Gerro amb flors va ser pintat a París el 1805, Lacoma va decidir ajornarne l'exposició pública fins al 1810, moment en què va ser exhibit al Saló d'aquell any i en el qual l'artista va obtenir una Medalla d'Or en reconeixement dels seus mèrits.
La tela constitueix una de les manifestacions paradigmàtiques de l'activitat desplegada per Lacoma durant aquests anys de treball, i palesa l'ús d'un llenguatge figuratiu en què no falten ni les convencions, ni les fórmules estereotipades pròpies d'un gènere d'aquestes característiques. No obstant això, el resultat final és d'una extraordinària qualitat i una captivadora bellesa artística, fins al punt que, sense cap mena de dubte, l'obra pot ser considerada una de les millors peces d'aquest tipus que conserva el MNAC, d'un moment històric en què la temàtica de la natura morta entrava en una etapa de declivi progressiu.